# 岸本泰昭
岸本 泰昭（きしもと やすあき、1984年5月13日 - ）は、日本の男性総合格闘家。大阪府箕面市出身。総合格闘技道場コブラ会所属。SISU MMA＆BJJ代表。第2代GLADIATORライト級王者。

## 来歴
同志社大学商学部商学科卒業後、シャープに就職し、格闘技をやりながら会社員生活を送る。
2008年12月、シャープを退社。
2008年12月28日、DEEPウェルター級フューチャーキングトーナメントに出場し優勝。
2011年9月4日、DEEP OSAKA IMPACT 2011にて中尾受太郎と対戦し、3-0の判定で勝利。
2011年10月、練習中の負傷により悪化した右ひざ半月板を手術。
2012年6月15日、DEEP 58 IMPACTで行われたDEEPライト級王座決定戦で中村大介と対戦し、5-0で判定負けを喫し王座獲得に失敗した。
2012年10月19日、DEEP 60 IMPACTで菊野克紀と対戦し、判定負け。
2014年8月23日、DEEP 68 IMPACTで大原樹理と対戦し、腕ひしぎ十字固めで一本勝ち。
2014年12月31日、さいたまスーパーアリーナで開催されたDEEP DREAM IMPACT 2014 〜大晦日SPECIAL〜で高橋"Bancho"良明に判定勝ちし、ベストバウト賞を受賞。
2018年1月21日、GLADIATOR 005 in OSAKAにて濱村健と対戦し、3R判定3-0で勝利。GLADIATORライト級王座を獲得した。